# Brendan McFarlane
Pour les articles homonymes, voir McFarlane.
Brendan McFarlane, né en 1951 à Belfast et mort le 21 février 2025, est un militant républicain nord-irlandais, membre de l'IRA provisoire.

## Biographie

### Jeunesse
D’origine catholique, Brendan McFarlane grandit dans le quartier d’Ardoyne au nord de Belfast. À l’âge de 17 ans, il intégre un séminaire au pays-de-Galles pour devenir prêtre.
L’année suivante, peu après le début du conflit nord-irlandais, il rejoint l’IRA provisoire.

### Activités terroristes et condamnation
En 1976, Brendan McFarlane est condamné à la prison à vie pour l’attentat du Bayardo à la rue d’Aberdeen dans un quartier protestant de Belfast, qui tue cinq personnes et en blesse soixante.
En 1978, déguisé en prêtre, il tente de s’évader de la prison de Maze où il est incarcéré. Après l’échec de son projet, son statut de catégorie spéciale lui est retiré et il rejoint le mouvement du No wash protest. C’est à cette époque que ses codétenus lui donnent le surnom de Bik, en raison des notes qu’il prenait méticuleusement à chaque réunion au sein de la prison.
Il est officier commandant de l’IRA provisoire lors de la grève de la faim de 1981, qui voit mourir dix détenus. Lorsque Bobby Sands le désigne comme son successeur en mars 1981, il lui aurait donné comme justification “ Parce que tu me laisseras mourir ”. Brendan McFarlane déclare plus tard que cette année fut la pire de sa vie.
En 1983, il commande l’évasion de la prison du Maze au cours de laquelle 38 prisonniers républicains prennent la fuite. Il séquestre une famille dans une ferme près de Dromore et y vole quelques effets, dont une carte et un compas. Il franchit ensuite la frontière avec la république d’Irlande avec ceux de ses compagnons d’évasion qui n’avaient pas été recapturés immédiatement.

### Enlèvement de Don Tidey
Brendan McFarlane est soupçonné d’avoir participé à la prise en otage de Don Tidey, directeur d’un supermarché, en décembre 1983, alors que celui-ci amenait sa fille à l’école. Quelques jours plus tard, une photo de Don Tidey en détention est adressée à Associated British Foods, accompagnée d’une demande de rançon de 5 millions de livres irlandaises. Les quatre ravisseurs sont finalement localisés à Ballinamore et Tidey est libéré le 16 décembre. Un aspirant policier et un soldat irlandais meurent pendant l’opération mais Brendan McFarlane et ses complices parviennent à s’échapper.
Le 16 janvier 1986, Brendan McFarlane est capturé aux Pays-Bas en même temps que Gerry Kelly et est extradé vers l’Irlande du Nord où il retourne en prison. Il bénéficie d’une libération conditionnelle en 1997. Il était, depuis 1993, le plus ancien prisonnier de la prison de Maze.
En 1998, les autorités irlandaises l’accusent formellement d’avoir pris part à la prise d’otage. Brendan McFarlane conteste les charges et relève que plusieurs pièces à conviction avaient été perdues. Maintes fois repoussé, le procès a finalement lieu en juin 2008 et se solde par un non-lieu.

### Activités
Brendan McFarlane fait partie de la délégation de l’IRA qui rencontre la brigade d’Armagh Sud de l’IRA provisoire en août 2004 pour négocier la proposition de Gerry Adams de rendre les armes pour accélérer le processus de partage du pouvoir avec les républicains.
Il est membre du Comité des anciens prisonniers, le « Coiste na n-Iarchimí », une organisation chargée d’assister les anciens prisonniers républicains.
Il a déclaré être solidaire du mouvement nationaliste basque et dit considérer les prisonniers membres de l’ETA comme étant engagés dans une lutte légitime similaire à celles des républicains irlandais.